# 東五位村
東五位村（ひがしごいむら）は、かつて富山県西礪波郡にあった村。

## 沿革
- 1889年（明治22年）4月1日 - 町村制の施行により、礪波郡六家村、中保村、樋詰村、柴野内島村、蜂ケ島村、福田六家村、大源寺村、内島村の区域の一部、石堤村の区域の一部、八口村の区域の一部、四日市村の区域一部及び答野島村の区域の一部の区域をもって、礪波郡東五位村が発足する。
- 1896年（明治29年）3月29日 - 郡制の施行のため、礪波郡が分割して、西礪波郡が発足により、西礪波郡に所属となる。
- 1953年（昭和28年）10月5日 - 高岡市に編入する。東五位村は西高岡駅の設置、七ヶ用水の整備、国東橋の改修を条件として合併を承諾した[3]。

## 経済

### 農業
『大日本篤農家名鑑』によれば東五位村の篤農家は、「窪田彌八郎、吉川善作、松田松次郎、竹島豊吉」などである。